# Жуково (Ивняковское сельское поселение)
Жуково — деревня в Ивняковском сельском поселении Ярославского района Ярославской области.

## География
Село расположено в 18 километрах от Ярославля в окружении сельскохозяйственных полей.

## История
В 2006 году деревня вошла в состав Ивняковского сельского поселения образованного в результате слияния Ивняковского и Бекреневского сельсоветов.

## Население
| 2007 | 2010 |
| ---- | ---- |
| 2    | →2   |

### Историческая численность населения
По состоянию на 1859 год в деревне было 10 домов и проживало 51 человек.
По состоянию на 1989 год в деревне проживал 1 человек.
По состоянию на 2002 год в деревне не было постоянного населения.

### Национальный и гендерный состав
Согласно результатам переписи 2010 года население составляют 1 мужчина и 1 женщина.

## Инфраструктура
Основа экономики — личное подсобное хозяйство. Вода добывается жителями из личных колодцев. В деревне имеется таксофон.
Почтовое отделение №150508, расположенное в селе Сарафоново, на март 2022 года обслуживает в деревне 19 домов.

## Транспорт
Жуково расположено в 760 метрах от автодороги Р132 «Золотое кольцо». До деревни идёт грунтовая дорога.